# 폴란드계 캐나다인
폴란드계 캐나다인(폴란드어: Polonia w Kanadzie)은 폴란드 혈통을 가진 캐나다 시민과 해외에서 캐나다로 이민 온 폴인을 말한다. 2016년 인구 조사에 따르면, 전체 또는 부분적으로 폴란드 혈통을 주장한 캐나다인은 1,106,585명이었다.

## 역사

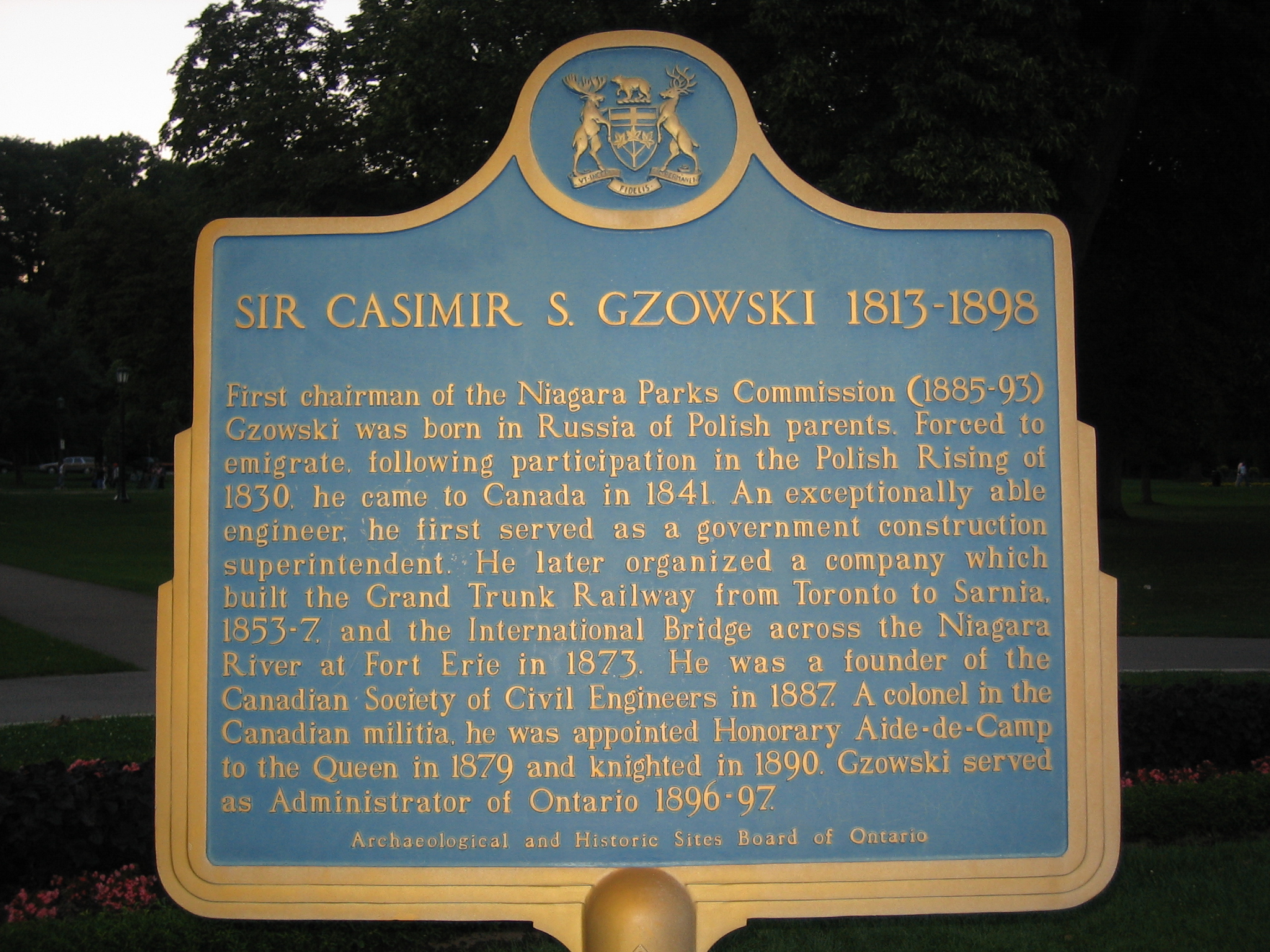
온타리오주 역사 유적지의 카시미르 S. 그조프스키 경

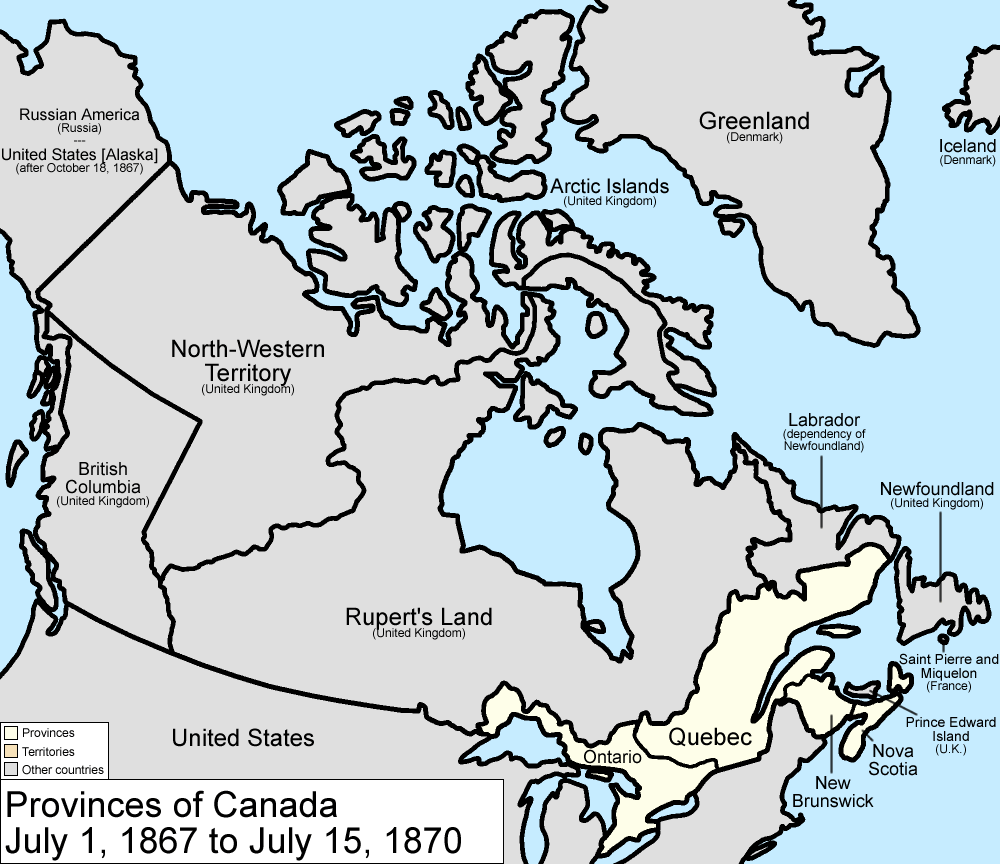
캐나다 주 1867–1870

기록상 최초의 폴란드 이민자는 1752년 캐나다에 온 도미니크 바르치였다. 그는 그단스크 출신의 모피 상인으로 몬트리올에 정착했다. 그 뒤를 이어 1757년에는 토지 측량 총책임자 찰스 블라스코비츠가 왔고, 1776년에는 군의관 아우구스트 프란츠 글로벤스키가 도착했다. 그의 손자 찰스 아우구스트 막시밀리앙 글로벤스키는 1875년 오타와 하원에 선출되었다.
캐나다로 온 초기 폴란드 이민자 중에는 북미에서 영국군을 돕기 위해 해외로 파견된 작센과 스위스 출신의 와트 및 드 메론 군인 연대원들이 있었다. 이들 중 여러 명은 폴란드 분할로 인해 분할된 러시아령 폴란드에서 러시아 제국에 대항하여 1830년 11월 봉기와 1863년 봉기에 참여했던 망명자들이었다.
1841년, 카시미르 스타니슬라우스 그조프스키는 분할된 폴란드에서 미국을 거쳐 캐나다에 도착하여 50년간 토론토와 온타리오주 남부에서 공학, 군사 및 지역사회 분야에서 일했고, 그 공로로 빅토리아 여왕으로부터 기사 작위를 받았다. 그의 고손자 피터 그조프스키는 캐나다의 유명한 라디오 진행자 중 한 명이 되었다.
찰스 호레키는 1872년에 이민왔다. 그는 에드먼턴에서 태평양까지 피스 강 계곡을 통과하는 캐나다 횡단 철도 건설의 엔지니어였다. 오늘날 브리티시컬럼비아주의 산과 호수 하나는 그의 이름을 따서 명명되었다.
제1차 세계 대전 중 폴란드 이민은 중단되었고, 전간기 동안 10만 명 이상의 폴란드 이민자가 캐나다에 도착했다.
| 연도 | 인구      | ±%      |
| --- | --------- | ------- |
| 1901 | 6,285     | —       |
| 1911 | 33,652    | +435.4% |
| 1921 | 53,403    | +58.7%  |
| 1931 | 145,503   | +172.5% |
| 1941 | 167,485   | +15.1%  |
| 1951 | 219,845   | +31.3%  |
| 1961 | 323,517   | +47.2%  |
| 1971 | 316,430   | −2.2%   |
| 1981 | 254,485   | −19.6%  |
| 1986 | 612,105   | +140.5% |
| 1991 | 740,710   | +21.0%  |
| 1996 | 786,735   | +6.2%   |
| 2001 | 817,085   | +3.9%   |
| 2006 | 984,565   | +20.5%  |
| 2011 | 1,010,705 | +2.7%   |
| 2016 | 1,106,585 | +9.5%   |
| 출처: 캐나다 연방통계청 :17 참고: 1981년 캐나다 인구 조사는 여러 민족 출신 응답을 포함하지 않아 인구가 과소 집계되었다. |           |         |

## 집단 정착민
최초의 중요한 폴란드 집단 정착민은 폴란드 북부 출신의 카슈브인으로, 분할 후 점령으로 인한 프로이센과 독일의 억압에서 벗어나기 위해 이주했다. 이들은 1858년 온타리오주의 렌프루군에 도착하여 빌노, 배리스베이, 라운드 레이크 정착지를 세웠다. 1890년까지 렌프루군의 마더와스카 계곡에는 약 270가구의 카슈브인 가족이 주로 오타와 계곡의 임업에 종사하고 있었다.
1890-1914년, 1920-1939년, 그리고 1941년부터 오늘날까지 연속된 폴란드 이민 물결은 케이프 브레턴에서 밴쿠버에 이르기까지 캐나다 전역에 정착했으며, 캐나다의 농업, 제조업, 공학, 교육, 출판, 종교, 광업, 문화, 전문직, 스포츠, 군사, 연구, 비즈니스, 정부 및 정치 생활에 수많은 중요한 기여를 했다.

## 지리적 분포

지역별 폴란드계 캐나다인 비율; 폴란드계 미국인도 표시

이 섹션의 데이터는 캐나다 연방통계청, 2021년 자료이다.

### 주 및 준주
| 주 / 준주                | 폴란드인 비율 | 총 폴란드인 |
| ------------------------ | ------------- | ----------- |
| 앨버타주                 | 4.1%          | 169,925     |
| 브리티시컬럼비아주       | 2.7%          | 134,635     |
| 매니토바주               | 6.0%          | 78,860      |
| 뉴브런즈윅주             | 0.5%          | 3,815       |
| 뉴펀들랜드 래브라도주    | 0.3%          | 1,290       |
| 노스웨스트 준주          | 1.5%          | 615         |
| 노바스코샤주             | 1.2%          | 11,295      |
| 누나부트 준주            | 0.4%          | 135         |
| 온타리오주               | 3.3%          | 461,090     |
| 프린스에드워드아일랜드주 | 0.7%          | 1,055       |
| 퀘벡주                   | 0.8%          | 63,505      |
| 서스캐처원주             | 5.0%          | 55,605      |
| 유콘 준주                | 2.5%          | 985         |
| 캐나다 — 총계            | 2.7%          | 982,820     |

## 종교 서비스
의회와 같은 단체들은 모든 폴란드계 캐나다인과 그 후손들에게 그들의 배경을 보존하고 폴란드 및 그 국민들과의 유대를 유지하도록 권장한다. 과거에는 캐나다의 폴란드 공동체 내에서 폴란드 전통과 관습의 다양한 측면을 보존하는 데 가장 중요한 역할을 폴란드어를 예배 중에 사용하는 폴란드 도시 교구들이 수행했다.
최초의 폴란드 가톨릭 사제는 1862년 키치너에서 폴란드 이민자들을 방문했다. 폴란드 이민자들을 위한 최초의 교회는 1875년 온타리오주의 빌노에 지어졌다. 위니펙에서는 1899년 성령 교회가 지어졌고, 위니펙의 교회는 1908년 캐나다 최초의 폴란드 신문인 가제타 카톨리카를 발행했다. 노바스코샤 주 시드니에서는 1913년 이민 온 철강 노동자와 탄광 노동자들이 성모 마리아 폴란드 교구를 설립했는데, 이들 중 다수는 이전에 성 미카엘 폴란드 자선회(1909년 설립)를 결성했다. 이 교구는 현재 애틀랜틱 캐나다에서 유일한 폴란드 교구이지만, 핼리팩스에는 폴란드 선교회(성 파우스티나)가 있다.
최초의 폴란드계 캐나다인 로마 가톨릭 주교는 1985년 6월 해밀턴 교구의 보좌 주교로 성임된 매튜 우스트르치키 신부이다. 프란체스코회, 예수회, 구속주회, 살레티아인, 부활회, 옴블라테회, 미카엘회, 그리스도회 등 많은 교단과 수도회에 폴란드계 캐나다인 사제들이 있다. 또한 80명의 사제가 120개 교구에서 봉사하고 있다.

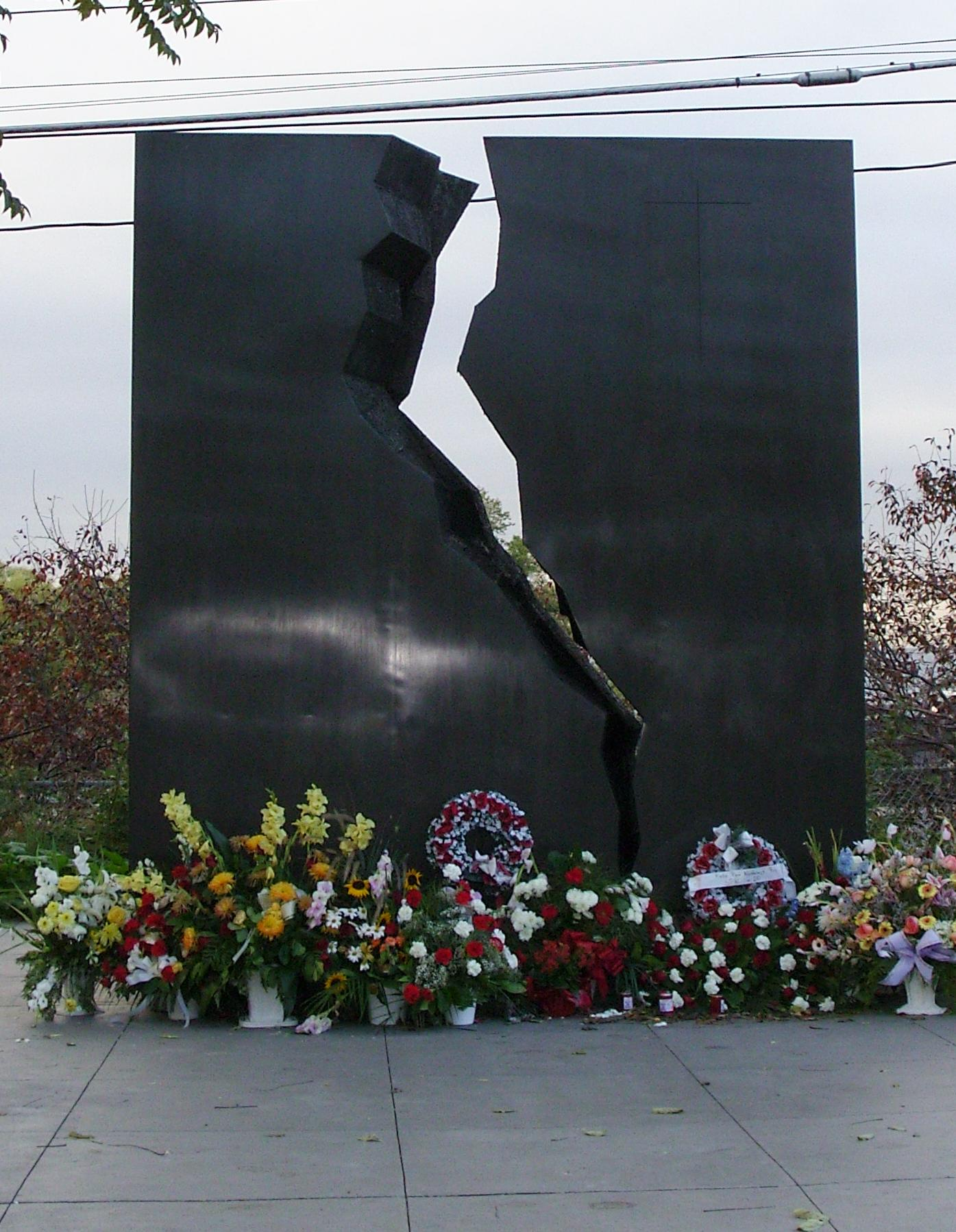
토론토 카틴 기념비

## 가장 큰 폴란드계 캐나다인 공동체

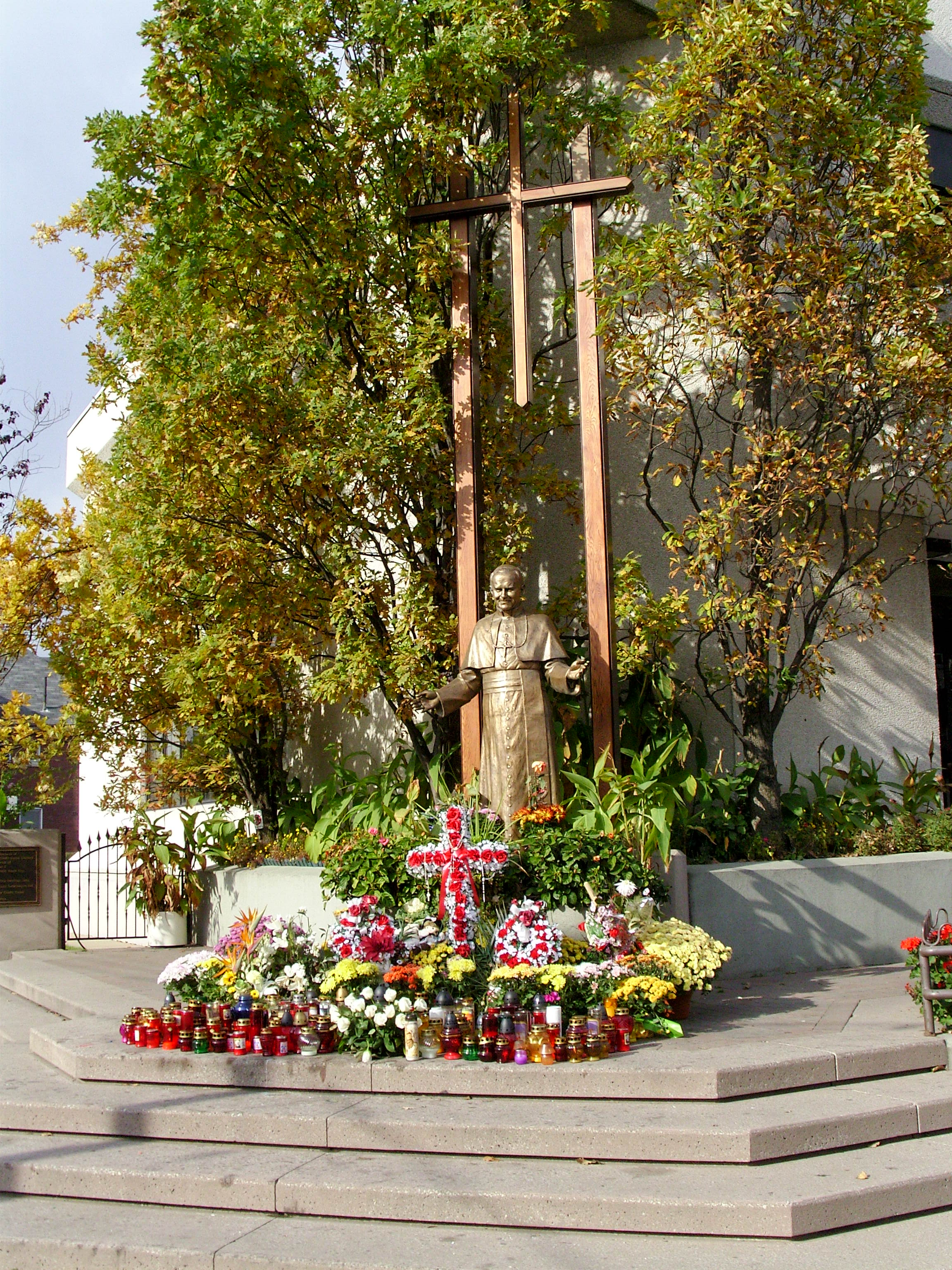
토론토의 교황 요한 바오로 2세 동상

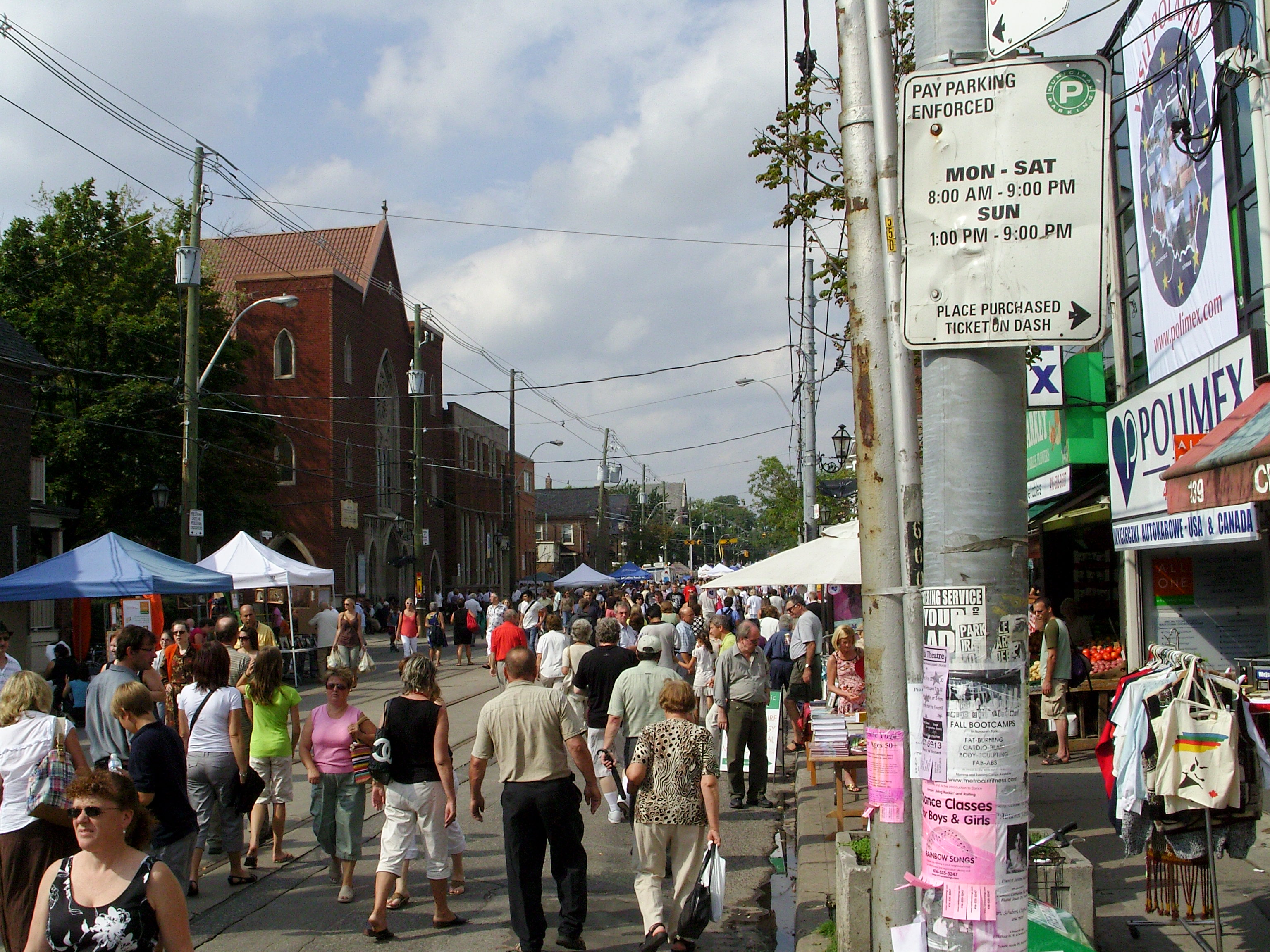
매년 론세스발레스에서 열리는 캐나다 최대의 폴란드 축제

| - 앨버타주 - 캘거리 - 에드먼턴 - 브리티시컬럼비아주 - 서리 - 밴쿠버 - 빅토리아 - 매니토바주 - 위니펙 - 노바스코샤주 - 케이프 브레턴 - 다트머스 - 핼리팩스 | - 온타리오주 - 해밀턴 - 런던 - 미시소가 - 오타와 - 선더베이 - 토론토 - 론세스발레스 - 빌노 - 퀘벡주 - 몬트리올 - 루앵노랑다 |

## 폴란드계 캐나다인 단체
- Polonia Inclusive[21][22][23][24]
- 캐나다 폴란드 의회
- 에드먼턴 폴란드 문화 협회
- Polish National Union of Canada[25][26]
- Konekt[27]
- Polycultural Immigrant and Community Services[28]
- Canadian Polish Research Institute[29]
- Poland in the Rockies[30][31][32][33][34]
- The Polish Institute of Arts and Sciences in Canada[35][36]
- Canadian Federation of Polish Women[37][38]
- Federation of Polish Jews of Canada[39][40]

## 인정

### 빅토리아 십자훈장
수많은 폴란드계 캐나다인들이 여왕과 캐나다 정부, 그리고 대학 및 다양한 단체로부터 상과 임명을 받았다. 가장 주목할 만한 수상자 중 한 명은 위니펙 출신의 조종사-사수 앤드루 마이나스키로, 제2차 세계 대전에서 극도의 용맹을 보인 공로로 사후 빅토리아 십자훈장을 받았다.

### 캐나다 훈장
- 메리 아다모프스카 파나로, C.M. 위니펙, 위니펙 복지 위원회
- 헨리 보이치츠키 박사 – 에드먼턴, 저명한 정신과 의사, 앨버타 대학교 상원의원

- 톰 브르주스토프스키 박사 워털루, NSERC 총장
- 월터 그레츠키, 브랜트퍼드, 온타리오주, 캐나다
- 앨런 H. 와초비치 의원, C.M., A.O.E., Q.C. 에드먼턴, 앨버타주. 2019년 11월 18일 회원.

### 판사
그들의 영광
- 폴 스타니셰프스키 판사 – 토론토, 몬트리올 및 윈저 카운티 법원 소속
- 알프레드 해롤드 조셉 스웬시스키 판사 – 밴쿠버 BC 고등법원 소속; 밴쿠버 병원 협회 전 회장
- P. 스위츠키 판사 – 밴쿠버 BC 고등법원 소속
- 앨런 H. J. 와초비치 판사 – 에드먼턴 여왕궁 법원 소속
- 에드워드 R. 와초비치 수석 판사 - 앨버타 주 지방 법원 소속 (2012년 사망)
- E.F. 브제슈친스키-렌 판사 – 토론토 카운티 법원 소속 (사망)

## 같이 보기
- 캐나다-폴란드 관계
- 대이주
- 캐나다 폴란드 의회
- 에드먼턴 폴란드 문화 협회
- 폴란드계 미국인
- 폴란드 대성당 양식, 북아메리카
- 폴란드계 영국인
- 폴란드계 오스트레일리아인
- 폴란드계 브라질인
- 카슈브인 § 디아스포라